# Hirvepark

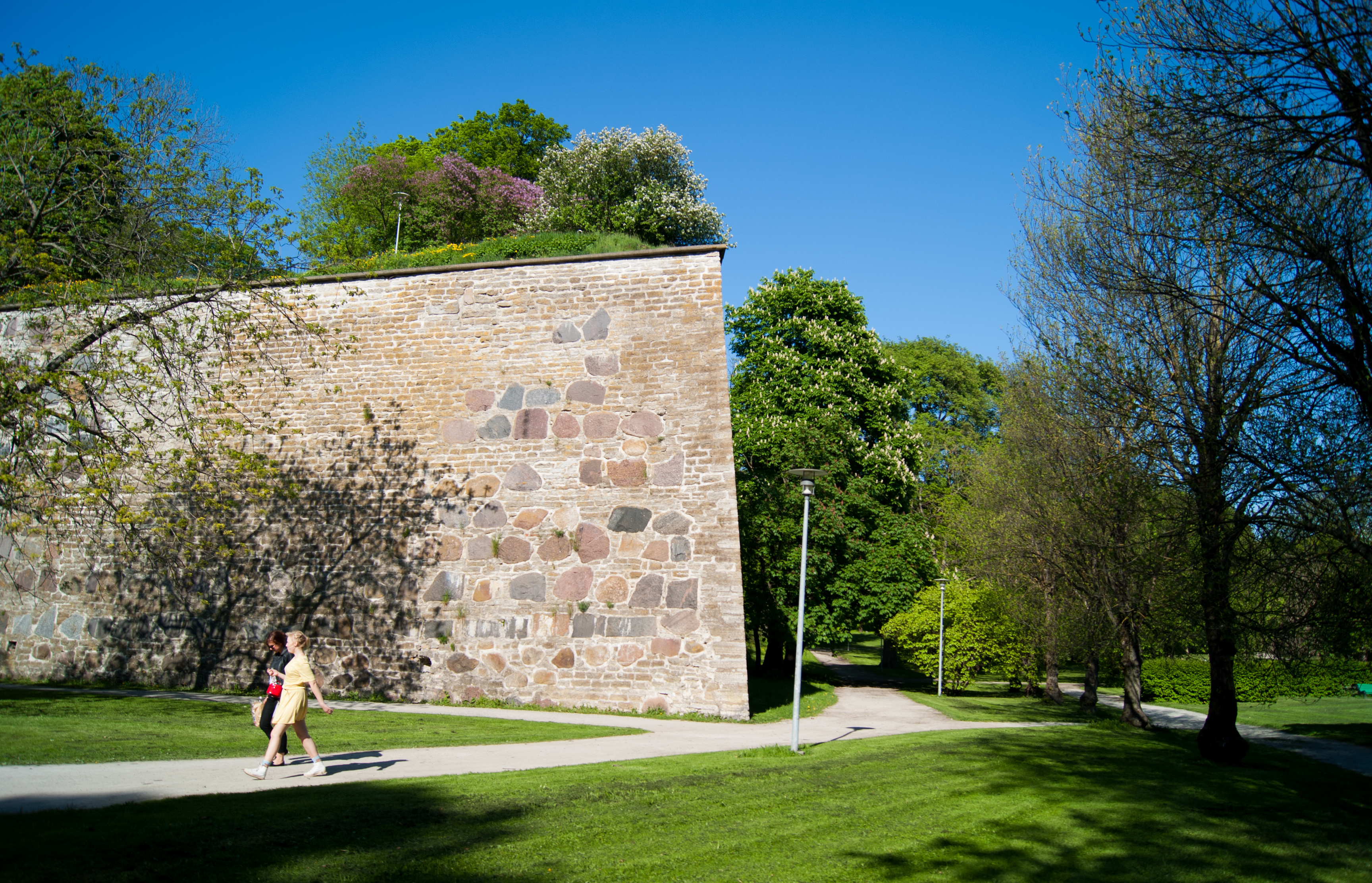
Hirvepark (2013)

Hirvepark (em estoniano:  Hirvepark) é um parque em Tallinn, na Estónia.
Em 23 de agosto de 1987, a reunião anti-soviética Hirvepark ocorreu no parque.
Hirvepark é um dos parques com maior biodiversidade da Estónia em consideração à sua variedade de espécies de árvores.